# Estadio Nacional Julio Martínez Prádanos
Estadio Nacional de Chile – stadion narodowy położony w mieście Santiago, stolicy Chile. Jest on największym stadionem w tym kraju. Jego pojemność wynosi 63 649 miejsc. Stadion jest częścią sportowego kompleksu, na który składa się również boisko do bejsbola, boisko tenisowe, basen i nowoczesna sala gimnastyczna. W 2000 roku był areną lekkoatletycznych mistrzostw świata juniorów.
Budowa rozpoczęła się w lutym 1937 roku, inauguracyjne rozpoczęcie odbyło się 3 grudnia 1938 roku. Projekt architektoniczny nawiązywał do stadionu olimpijskiego w Berlinie w Niemczech. Stadion został użyty przez wojskowy reżim Pinocheta jako obóz koncentracyjny, po puczu w 1973 roku.

## Wykorzystanie jako obóz koncentracyjny

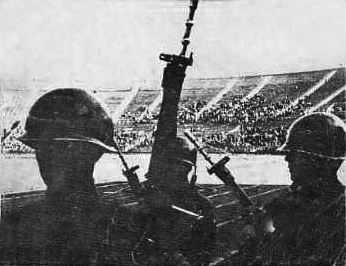
Żołnierze na stadionie po puczu w 1973

Estadio Nacional został wykorzystany podczas puczu w 1973 roku jako obóz koncentracyjny, przetrzymywano na nim 40 tysięcy więźniów, pomiędzy sierpniem a listopadem tamtego roku. Na boisku oraz widowni przetrzymywano mężczyzn. Kobiety przetrzymywano w basenie, szatniach oraz przyległych budynkach do stadionu. W przebieralniach oraz na korytarzach torturowano i mordowano ludzi. Przesłuchania prowadzono na bieżni.
Czasami mylnie podaje się, że chilijski śpiewak folkowy i polityczny aktywista Víctor Jara został zamordowany na Estadio Nacional. Zginął on jednak na stadionie Estadio Chile, którego nazwę zmieniono w 2003 na cześć zamordowanego śpiewaka.
Powstał film dokumentalny Estadio Nacional, opowiadający o wydarzeniach na stadionie, gdy był wykorzystywany jako obóz koncentracyjny.